# Lionycteris spurrelli
Lionycteris spurrelli је врста слепог миша из породице Phyllostomidae.

## Распрострањење
Врста је присутна у Боливији, Бразилу, Венецуели, Гвајани, Еквадору, Колумбији, Панами, Перуу, Суринаму и Француској Гвајани.
Популациони тренд је за ову врсту непознат.

## Станиште
Врста Lionycteris spurrelli има станиште на копну, до 1400 метара надморске висине.

## Угроженост
Ова врста није угрожена, и наведена је као последња брига јер има широко распрострањење.